# Gudby
Gudby är en bebyggelse väster om tätorten Sorunda i Nynäshamns kommun i Stockholms län. Vid SCBs ortsavgränsning 2020 avgränsades här en småort.